# Calao à gorge claire
Rhyticeros subruficollis
Espèce
Statut de conservation UICN

 VU A2cd+3cd+4cd : Vulnérable
Statut CITES
Synonymes
- Aceros subruficollis

Le Calao à gorge claire (Rhyticeros subruficollis) est une espèce d'oiseau de la famille des Bucerotidae.

## Répartition
Son aire de répartition s'étend sur la Birmanie, la Thaïlande et le nord de la Malaisie péninsulaire.

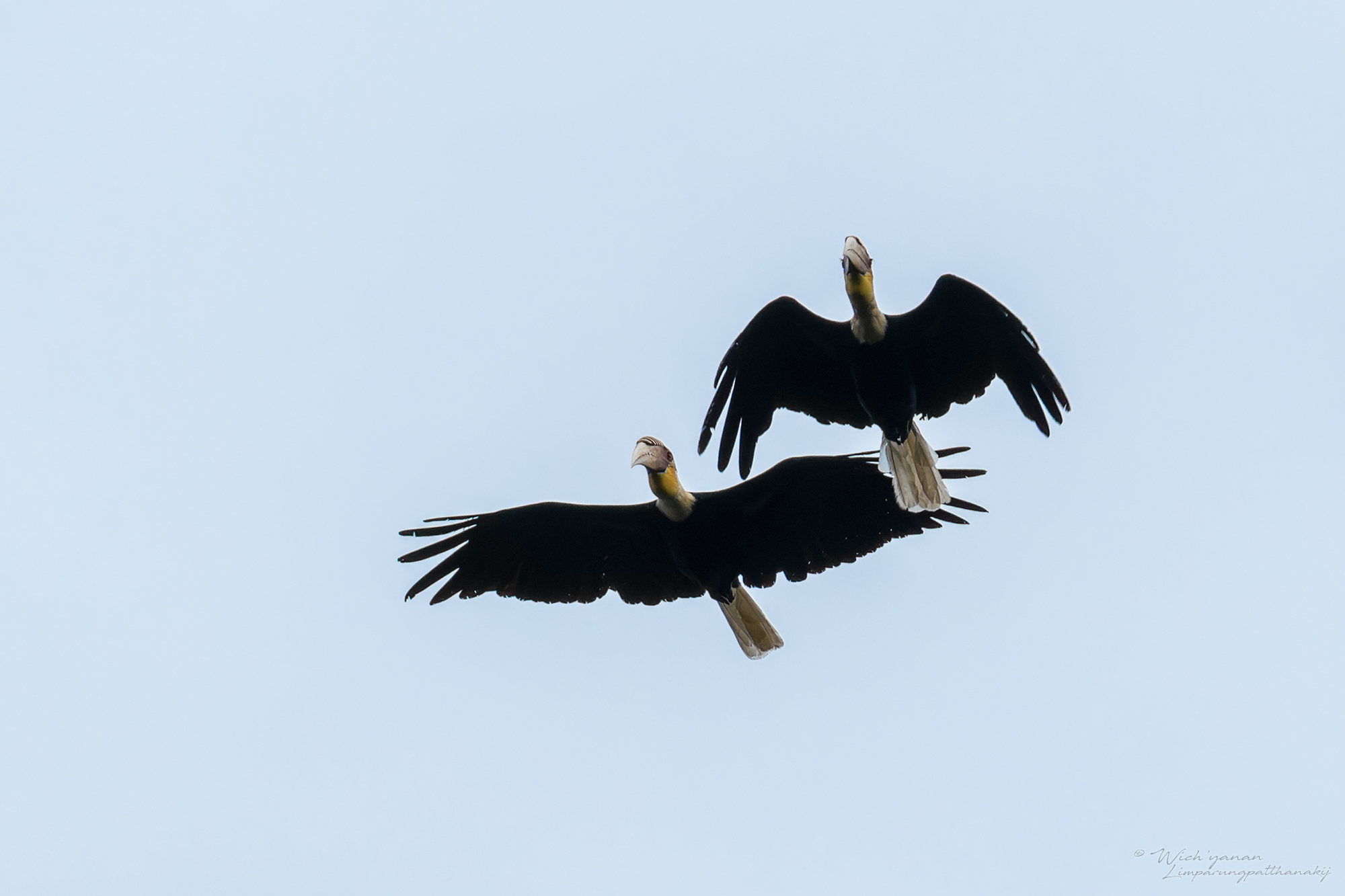
Calao à gorge claire, Thaïlande